# 伊朗阿拉伯裔
伊朗阿拉伯裔指在伊朗定居的阿拉伯社區，而他們大多數居住於伊朗西南部比鄰伊拉克之胡齊斯坦省。在胡齊斯坦省，這些阿拉伯裔主要聚居於其首府阿瓦士，所以這些阿拉伯裔又被稱為阿瓦士阿拉伯人。

## 人口

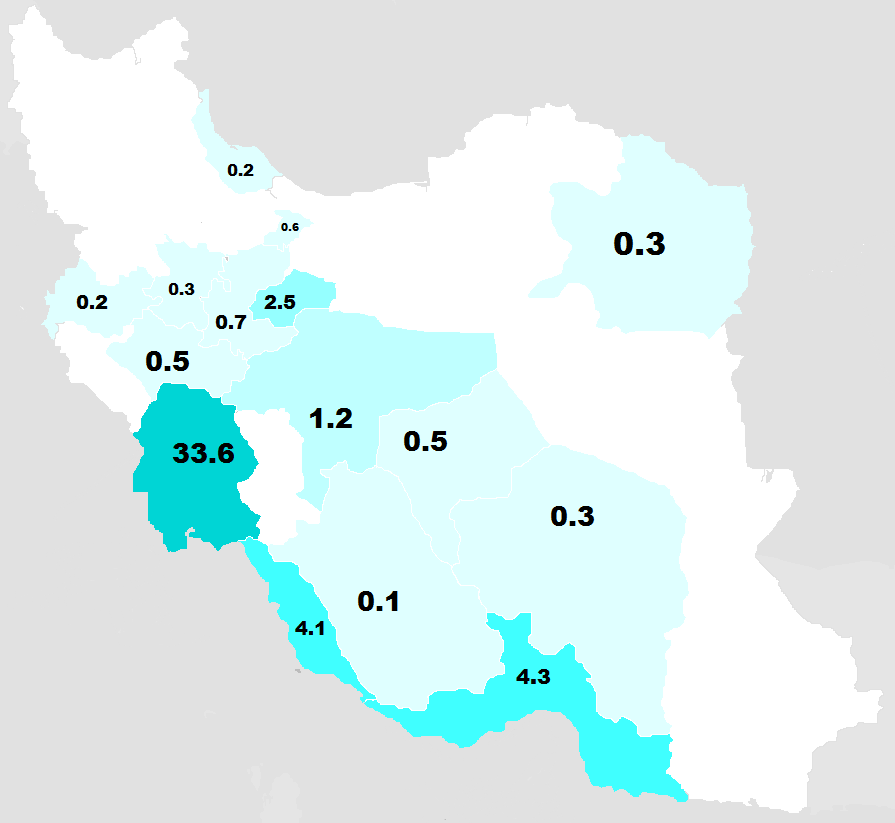
Provinces of Iran based on the population of Arabs, according to the survey carried out by Ministry of Culture, 2010.

根據美國國會圖書館的資料，伊朗阿拉伯裔在整個伊朗的人口佔了1-2%。這些人口絕大多數都是什叶派信眾，就只有沿岸的部分居民為遜尼派人口。